# 식생

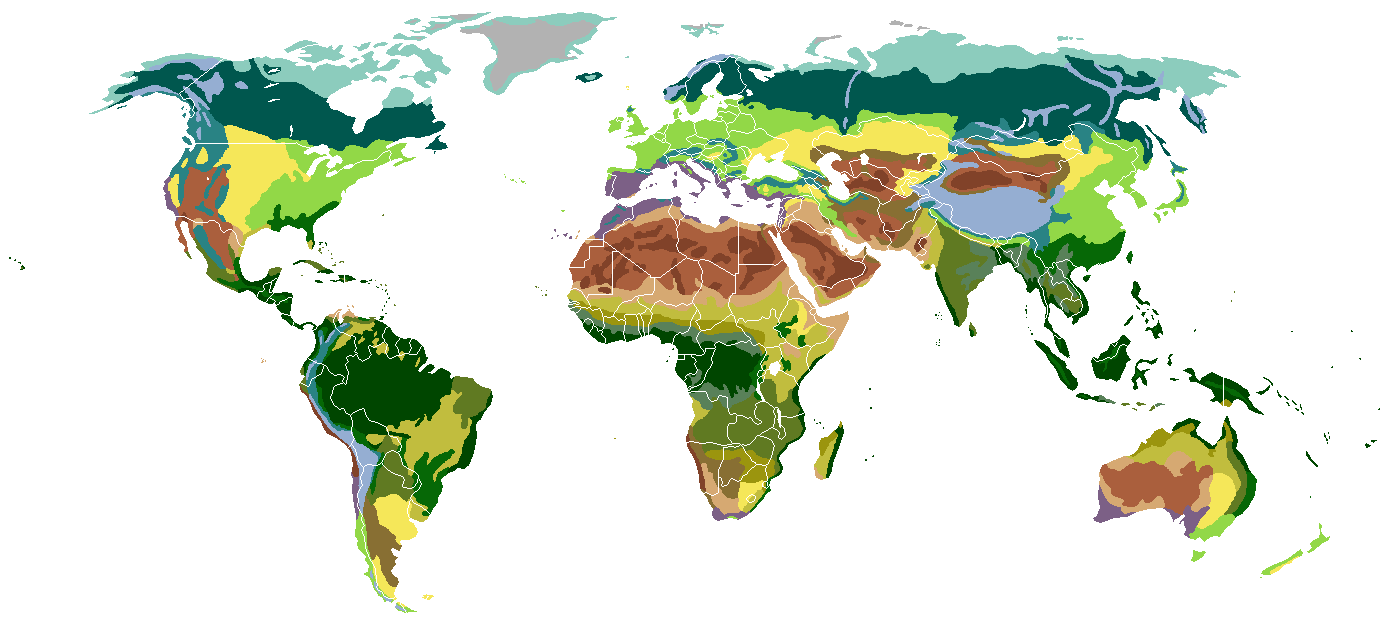
식생에 따른 생물군계

식생(植生, 영어: vegetation)은 식물종, 그리고 식물종이 제공하는 지피 식물의 집단을 의미한다.

## 개요
땅은 식물집단으로 덮여 생명의 세계가 열린다. 이 푸른 옷인 식물 집단을 전체적으로 '식생' 또는 '식피'라고 한다. 같은 장소의 같은 식물 세계는 분류학적 입장에서는 종류를 중요시하여 '식물상'이라 하고, 생태학적 입장으로는 '식생'이라 한다.

## 역사
식생과 식물상을 구별한 일은 1849년 줄스 트루만(Jules Thurmann)에 의해 처음 이루어졌다. 그 전까지 이 두 용어는 무분별적으로 사용되었으며 오늘날에도 일부 문맥에서는 그렇게 사용된다. 1820년 오귀스탱 드 캉돌 또한 비슷한 구별을 하였으나 그는 "station"(서식지 유형)과 "habitation"(식물학적 지역)이라는 용어를 사용하였다. 나중에 식생이라는 개념은 생물 군계라는 용어의 사용에 영향을 주게 되었으며 여기에는 동물의 요소까지 포함된다.

## 같이 보기
- 생물 군계
- 천이 (생물학)
- 생태지역
- 생태계